# Hippolyte Passy
Hippolyte Passy (Garches, 16 ottobre 1793 – Parigi, 1º giugno 1880) è stato un politico ed economista francese, ministro sotto il governo di Luigi Filippo di Francia e Napoleone III di Francia, zio del Premio Nobel per la pace Frédéric Passy.